# Ochropleura fasciolata
Ochropleura fasciolata là một loài bướm đêm trong họ Noctuidae.